# John Kittmer
John Kittmer (Cuckfield, 6 de julio de 1967) es un diplomático británico, que se desempeña como Comisionado del Territorio Británico del Océano Índico y del Territorio Antártico Británico entre diciembre de 2016 y agosto de 2017.

## Biografía

### Primeros años y vida personal
Nacido en Sussex Occidental, realizó una licenciatura en el Christ's College de la Universidad de Cambridge en 1988, una maestría en 2007 en el King's College de Londres y luego en el Magdalen College de la Universidad de Oxford. Formó una unión civil con David Bates en 2007.

### Carrera
Kittmer se incorporó a la administración pública en 1993, primero en el Ministerio de Educación y Empleo antes de trasladarse a la Representación Permanente del Reino Unido en Bruselas en 1998 como Primer Secretario. Volvió a Londres para desempeñar cargos dentro del Ministerio de Relaciones Exteriores y de la Mancomunidad de Naciones (FCO) en 2002, el Departamento de Medio Ambiente, Alimentación y Asuntos Rurales (DEFRA) en 2004, la oficina de gabinete entre 2006 y 2007, y de nuevo en el DEFRA hasta 2012.
Se desempeñó como Embajador del Reino Unido en Grecia desde enero de 2013 hasta diciembre de 2016. Fue sucedido por Kate Smith en enero de 2017.
Entre fines de 2016 y principios de 2017, asumió el cargo de Director de los Territorios de Ultramar en el FCO, a su vez reemplazando a Peter Hayes como comisionado del Territorio Británico del Océano Índico y del Territorio Antártico Británico.